# 3757 Anagolay
A 3757 Anagolay (ideiglenes jelöléssel 1982 XB) egy földközeli kisbolygó. Eleanor F. Helin fedezte fel 1982. december 14-én.